# Martinice u Onšova

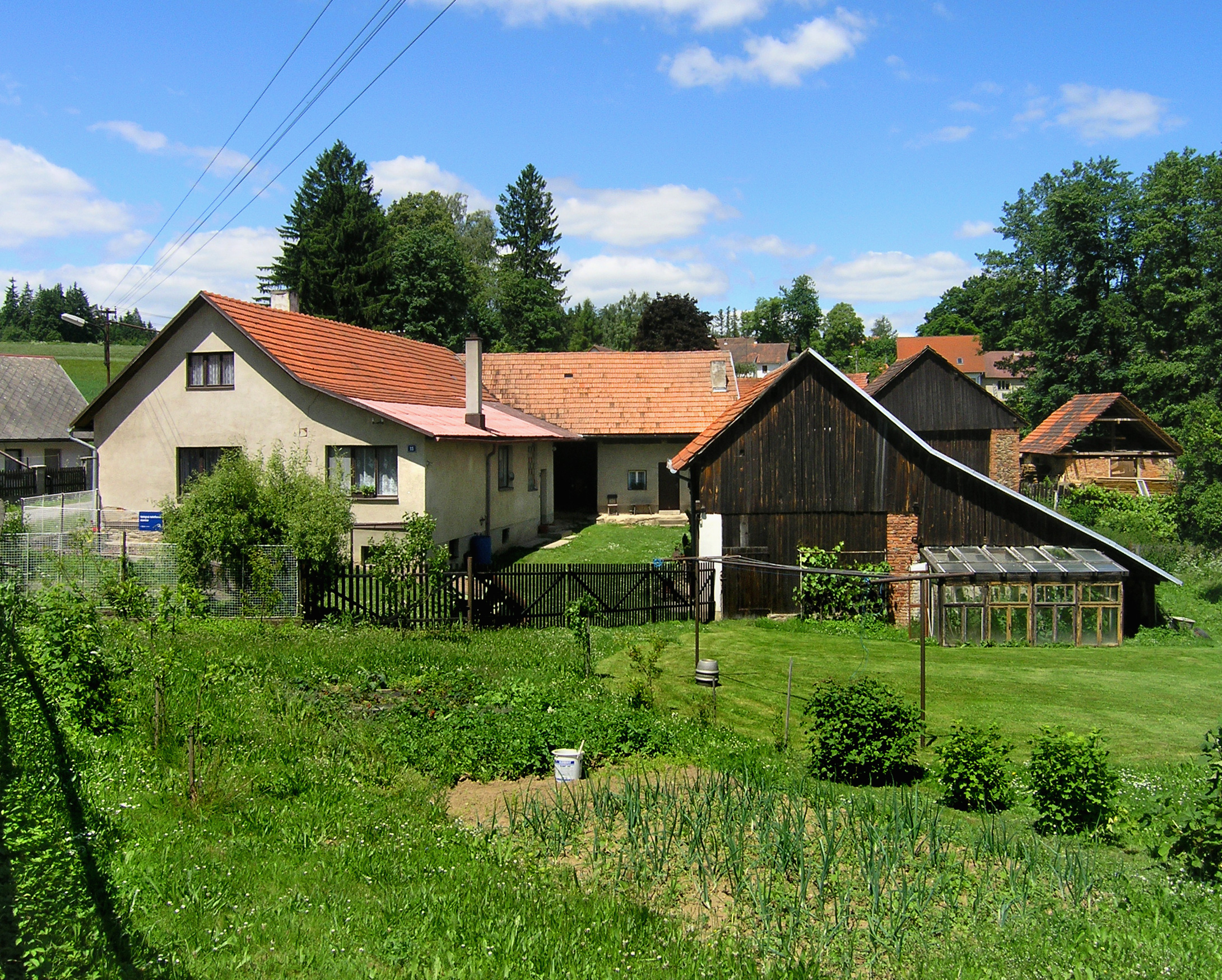
Martinice u Onšova, Skoranovice

Martinice u Onšova  (deutsch Martinitz b. Wonschau) ist eine Gemeinde in Tschechien. Sie liegt 18 Kilometer westnordwestlich von Humpolec und gehört zum Okres Pelhřimov.

## Geographie
Martinice befindet sich südlich des Kočihrady (561 m) im Tal des Martinický potok in der Böhmisch-Mährischen Höhe. Am westlichen Ortsraum liegt der Stauweiher Martinický rybník.
Nachbarorte sind Popovický Dvůr und Skoranovice im Norden, Těškovice und Krčma im Nordosten, Onšov im Osten, Horka im Südosten, Košetice im Süden, Borek und Kramolín im Südwesten, Jedlina und Chýstovice im Westen sowie Chyšná im Nordwesten.

## Geschichte
Erstmals urkundlich erwähnt wurde der Ort als Bílé Martinice im Jahre 1362 als Besitz des Landadelsgeschlechts von Martinice. 1440 erwarb Mikuláš Rubáš von Hrádek das Dorf und hielt es zehn Jahre. Während seiner Herrschaft wurde der Ort als Rubášovy Martinice bezeichnet. Nachfolgend gehörte Martinice wieder den Herren von Chřelovice, die auch bis 1440 die Vorbesitzer waren.
Zu Beginn des 17. Jahrhunderts gehörte das Dorf den Beřkovský von Šebířov. 1618 wurde der Besitz von Mikuláš Beřkovský konfisziert, seine Ehefrau erhielt ihn wieder zurück.
Nördlich von Martinice verlief die alte Straße von Prag nach Wien durch Skoranovice. Dieser früher bedeutendere Ort erholte sich von der schwedischen Zerstörung im Dreißigjährigen Krieg nicht mehr. Die Beřkovský hatten ursprünglich ihren Sitz in Horka und zu ihrer Herrschaft gehörten die Dörfer Buřenice, Babice, Martinice und Hroznětice. Später kam noch Onšov hinzu, das zum Zentrum der Herrschaft wurde. 1741 erwarb der Prager Erzbischof Johann Moritz Gustav von Manderscheid-Blankenheim Onšov mit den zugehörigen Ortschaften.

## Gemeindegliederung
Die Gemeinde Martinice u Onšova besteht aus den Ortsteilen Martinice u Onšova (Martinitz) und Skoranovice (Skuranowitz), die zugleich Katastralbezirke bilden. Zu Martinice u Onšova gehört zudem die Ortslage Popovický Dvůr.

## Sehenswürdigkeiten
- Kapelle in Martinice, erbaut 1886–1899
- Glocke in Zvoranovice, angeschafft 1865
- Fürstinkapelle, errichtet 1919